# Tachytrechus spinitarsis
Tachytrechus spinitarsis är en tvåvingeart som först beskrevs av Van Duzee 1924.  Tachytrechus spinitarsis ingår i släktet Tachytrechus och familjen styltflugor.
Artens utbredningsområde är Kalifornien. Inga underarter finns listade i Catalogue of Life.